# ادریهالی
ادریهالی (به انگلیسی: Adrihalli) یک بخش در هند است که در کارناتاکا واقع شده‌است.